# Stralsunder Kirchenbrechen
Als Stralsunder Kirchenbrechen oder auch Stralsunder Kirchensturm wird die umfassende Zerstörung von Kirchen- und Klosterausstattungen in Stralsund im Frühjahr 1525 im Ergebnis der Ausbreitung der Reformation vor dem Hintergrund sozialer und gesellschaftlicher Konflikte bezeichnet (→ Reformatorischer Bildersturm). In der Folge stellte sich heraus, dass die Mehrheit der Stralsunder Einwohner sich dem evangelischen Glauben zugewandt hatte. Stralsund wurde darauf, noch bevor die Reformation 1534 im Herzogtum Pommern eingeführt wurde, zu einer evangelischen Stadt.

## Geschichte
Um 1520 bildete sich in Treptow an der Rega ein Kreis von Anhängern der Reformation heraus. Nachdem der Koadjutor des Bistums Cammin, Erasmus von Manteuffel, den Herzog Bogislaw X. dazu veranlasst hatte, das Wormser Edikt bekannt machen zu lassen, mussten die Treptower Reformationsanhänger Zwangsmaßnahmen befürchten. Die meisten verließen Treptow und trugen das reformatorische Gedankengut in andere pommersche Städte. So gingen unter anderem Johann Kureke, Georg von Ueckermünde und Christian Ketelhot nach Stralsund, wo sie großen Zulauf zu ihren Predigten hatten. Wie in anderen Städten hatten sich in Stralsund die sozialen und wirtschaftlichen Konflikte zwischen Kirche und Bürgerschaft zugespitzt. Der von öffentlichen Abgaben weitgehend befreite kirchliche Besitz trat mit seiner wirtschaftlichen Macht in Konkurrenz zur Stadt. Immer wieder wurde die geistliche Betreuung bemängelt. Wegen der Häufung kirchlicher Ämter in einer Hand konnten die Inhaber oft nicht die zugehörigen Pflichten wahrnehmen. Sie mussten Vertreter bestellen, welche jedoch die Seelsorge nicht befriedigend ausüben konnten. Besonders die Ablässe und deren Missbrauch erregten Missfallen. So verkauften Arcimboldus und Johann Tetzel in Stralsund u. a. Ablassbriefe, mit denen die Käufer in der Fastenzeit vom Fasten befreit wurden. Widerspruch gegen derartige Praktiken wurden mit dem Bann belegt, wodurch die Betroffenen aus jeglicher Gemeinschaft ausgeschlossen wurden. In Stralsund hatte sich besonders der Archidiakon Zutfeld Wardenberg durch Übergriffe der geistlichen Gerichtsbarkeit sowohl bei der Stadt als auch bei den Bürgern viele Feinde gemacht und musste schließlich die Stadt verlassen.
Zwischen den reichen Patrizierfamilien, die die Verwaltung der Stadt beherrschten, und den aufstrebenden Handwerkern, die an der Stadtverwaltung mitwirken wollten, bestand ein weiterer Konflikt, der in Stralsund wie in anderen Hansestädten zu Unruhen führte. In Stralsund kam hinzu, dass Ratsmitglieder untereinander in langandauernden Rechtsstreitigkeiten lagen. Der Dänisch-Hanseatische Krieg und der Niedergang der Hanse beeinträchtigten zusätzlich die wirtschaftlichen Verhältnisse. Während sich die Handwerker dem neuen Glauben zuwandten, hielten viele Ratsfamilien am katholischen Glauben fest, da sie mit einer Veränderung auch den Verlust ihres Einflusses befürchteten. So kam es in der Pfingstwoche 1524 zu einem Aufruhr, in dessen Folge dem Stralsunder Rat ein 48er-Ausschuss an die Seite gestellt wurde, der den Rat überwachen und insbesondere die Finanzverwaltung kontrollieren sollte.
Mit den wirtschaftlichen und sozialen Konflikten wuchsen auch die kirchlichen. Beide Parteien verleumdeten und schmähten sich gegenseitig, besonders in der Fastenzeit. Reformationsanhängern wurde das Predigen untersagt. Es kam zu gewalttätigen Übergriffen, insbesondere auf altgläubige Prediger, die gegen die Reformatoren auftraten. Schließlich gipfelten die Konflikte am 10. April 1525 in einem Gewaltausbruch. An diesem Montag nach Palmsonntag wurden die Armen und Bettler zu Mittag in die St.-Nikolai-Kirche bestellt. Es sollten diejenigen Armen, die von der Stadt Unterstützung erhielten, durch Mitglieder des Rates gemustert werden, um die Fremden auszuweisen, die die Stadt belasteten. Außerdem hielten sich zahlreiche Knechte, Mägde und Handwerksgesellen in der Kirche auf, die am Montag frei hatten. Wegen der großen und unruhigen Menschenansammlung befürchteten Privat- wie auch Zunftleute, dass ihre in Spinden in der Kirche gelagerten Heiligenbilder, Reliquien und andere wertvolle Gegenstände geplündert werden könnten. Als einige ihre Habe in Sicherheit brachten, wurde das von anderen missverstanden. Schließlich kam es zu einem Aufruhr, der das ganze Nikolaiviertel erfasste. Während die einen ihr Eigentum zu bergen versuchten, begannen andere Altäre, Epitaphe, Leichensteine, Wappenschilde und Heiligenbilder zu zerstören und zu plündern. Danach zog die Menge zum Johanniskloster und setzte nach dem Aufbrechen der Tür die Zerstörung und Plünderung fort. Auch das Brigitten- und das Katharinenkloster wurden verwüstet. Neben zahlreichen Kunstwerken fielen Bücher und alte Handschriften der Zerstörung zum Opfer.
Vergeblich versuchte Christian Ketelhot der Menge Einhalt zu gebieten. Die Mönche und Chorherren waren geflohen oder versteckten sich. Die Obrigkeit schritt erst spät abends ein. Es wurde befürchtet, dass sich der Mob in der Nacht den Bürgerhäusern zuwenden könnte. Die Stadt bot etwa 800 bis 900 bewaffnete Bürger auf, die die Straßen mit Sperrketten abriegelten und Kirchen und Klöster besetzten. Die Nacht blieb jedoch ruhig. Die Bürgerschaft unterstellte sich nach diesen Ausschreitungen zunächst wieder den Anordnungen des Rates.
Bald darauf wurden sechs Rädelsführer verhaftet. Die Stadt ordnete an, alles geraubte Gut bis zum Mittwoch in dem Rathaus abzuliefern. Viele Plünderer brachten darauf tatsächlich die von ihnen gestohlenen Kleinodien zurück. Vor dem Rathaus versammelte sich eine große Menschenmenge. Bewaffnete Katholiken hatten sich eingefunden und bedrohten die Reformationsanhänger. Schließlich forderte Ladewig Vischer die Menschen auf, sich zwischen den beiden gegnerischen Seiten zu entscheiden. Es zeigte sich, dass sich eine deutliche Mehrheit auf die Seite der Reformationsanhänger stellte. Diese erzwangen darauf eine Umbildung des Rates und ließen aus ihren Reihen Roloff Möller als Bürgermeister und acht weitere Vertreter als Ratsherren einsetzen. Der neue Rat der Stadt und der 48er-Ausschuss versammelten sich darauf und bestimmten, dass künftig in Stralsund die Lehre Luthers maßgebend sei.
Der Rat ließ ein Verzeichnis des übriggebliebenen Inventars der Kirchen und Klöster erstellen. Bald wurden keine katholischen Gottesdienste mehr gehalten. Die evangelischen Prediger wurden den einzelnen Kirchen zugeteilt. Johannes Aepinus, der die Schule des Johannisklosters leitete, verfasste eine Kirchen- und Schulordnung, die am 5. November 1525 vom Rat und den 48 angenommen und veröffentlicht wurde. Mit dieser zu den ältesten Kirchenordnungen Norddeutschlands gehörenden Ordnung erklärte sich Stralsund zu einer evangelischen Stadt.
Kirchenbrechen gab es in dieser Form nur in wenigen deutschen Städten, neben Stralsund und dessen Umgebung beispielsweise auch in Wittenberg.
Einige gerettete Gegenstände wurden im Jahr 2017 in einer Ausstellung im Stralsunder Katharinenkloster gezeigt.